# Lewis Teague

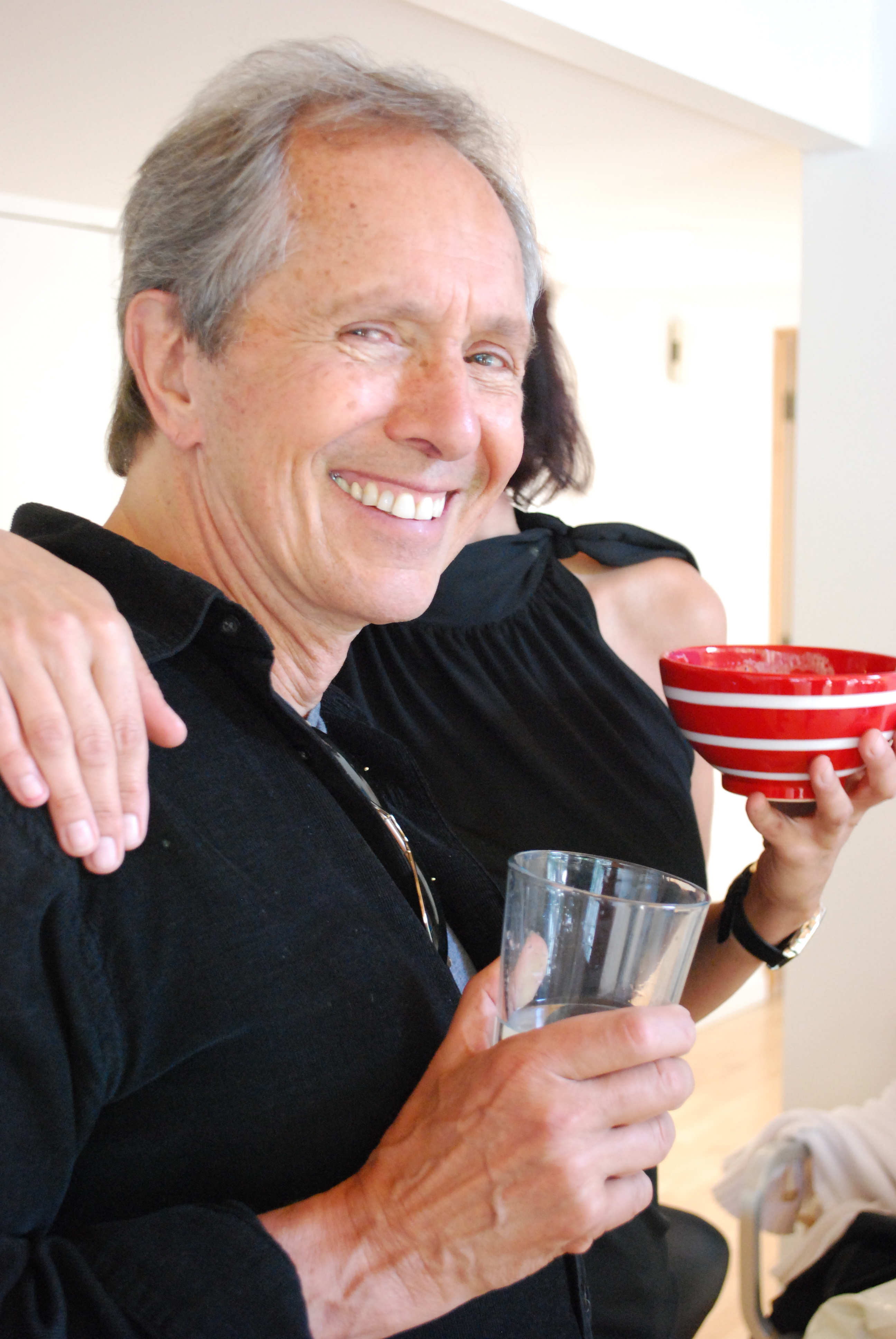
Lewis Teague (2009)

Lewis Teague (* 8. März 1938 in New York City) ist ein US-amerikanischer Filmregisseur und Filmeditor.

## Leben und Wirken
Lewis Teague ist vor allem für die Verfilmung zweier Stephen-King-Romane in den 1980er Jahren bekannt. Seine Karriere begann er als Regisseur im Fernsehen, parallel war er als Editor tätig. Als solcher war er an dem Kurzfilm Number Our Days (1976) beteiligt.
Sein Filmdebüt als Regisseur gab Lewis Teague 1974 mit Ein Bulle für alle Fälle. Er drehte Filme der verschiedensten Genres. So entstand 1980 mit Der Horror-Alligator ein Beitrag zum Genre des Tierhorror, ferner war er an den Stephen-King-Verfilmungen Cujo (1983) und Katzenauge (1985) beteiligt. In den 1990er Jahren inszenierte er vor allem einzelne Folgen von Fernsehserien wie Nash Bridges und Time Trax. In den 2000er Jahren folgten noch wenige Filmproduktionen. Zuletzt entstand Charlotta-TS. Sein Schaffen als Regisseur umfasst rund 30 Produktionen.
1987 wurde er auf Fantasporto-Festival für seine Arbeit an Cujo mit dem Audience Jury Award ausgezeichnet.

## Filmografie (Auswahl)
- 1974: Ein Bulle für alle Fälle (Dirty O’Neil)
- 1980: Der Horror-Alligator (Alligator)
- 1983: Cujo
- 1985: Katzenauge (Cat’s Eye)
- 1985: Auf der Jagd nach dem Juwel vom Nil (The Jewel of the Nile)
- 1989: Detroit City – Ein irrer Job (Collision Course)
- 1990: Navy Seals – Die härteste Elitetruppe der Welt (Navy Seals)
- 1991: Wedlock
- 2001: Gefangen im Bermuda-Dreieck (The Triangle)